# Фиджийский аспид
Фиджийский аспид, или огмодон (лат. Ogmodon vitianus), — вид змей из семейства аспидов, единственный в одноимённом роде (Ogmodon).

## Описание
Мелкая змея, размеры тела до 40 см, голова маленькая, заострённая, глаза маленькие, хвост короткий. Окраска верхней стороны тела коричневая со светлыми пятнами.

## Образ жизни
Питается в основном членистоногими.

## Распространение и охранный статус
Эндемик островов Фиджи.
Международный союз охраны природы присвоил таксону охранный статус «Вымирающие виды» (EN).